# جیمز کوالیا
جیمز کوالیا (انگلیسی: James Kwalia؛ زادهٔ ۱۲ ژوئن ۱۹۸۴) دونده دو استقامت کنیایی‌تبار اهل قطر است.